# Sagabala
Sagabala is een gemeente (commune) in de regio Koulikoro in Mali. De gemeente telt 17.700 inwoners (2009).